# Lista asociațiilor patronale din Europa
Aceasta este o listă de asociații patronale din Europa.
- Asociația Europeană a Producătorilor de Automobile (ACEA)
- Federația Europeană a Porturilor Interioare (F.E.P.I) - www.inlandports.be